# مزرعه نورالله
مزرعه نورالله روستایی در دهستان تودشک بخش تودشک شهرستان کوهپایه استان اصفهان ایران است.

## جمعیت
بر پایه سرشماری عمومی نفوس و مسکن در سال ۱۳۹۵ جمعیت این روستا ۱۹ نفر (۸خانوار) بوده‌است.